# Maegok-dong, Gwangju
Maegok-dong (koreanska: 매곡동)  är en stadsdel i stadsdistriktet Buk-gu i staden Gwangju i den sydvästra delen av Sydkorea,  260 km söder om huvudstaden Seoul.
Gwangjus nationalmuseum ligger i Maegok-dong.